# Samu Heikkilä
Pour les articles homonymes, voir Heikkilä.
Samu Heikkilä, né le 31 juillet 1971 à Karstula (Finlande), est un monteur de films finlandais, également scénariste et aussi réalisateur d'un court métrage.

## Biographie
Samu Heikkilä est diplômé de l'Université d'Art et de Design d'Helsinki avec une maîtrise en cinéma en 1999.
Il est membre de l'Académie européenne du cinéma.
Il a remporté des prix de montage pour des films tels que Paha maa (Frozen Land) et Girl Picture. Au cours de sa carrière, il a remporté sept prix et reçu dix nominations. En 2005, il a reçu le Prix d'État du cinéma avec le réalisateur Aku Louhimies et le directeur de la photographie Rauno Ronkainen. En 2019, il a reçu le Nordisk Film Prize en Finlande avec le réalisateur Aleksi Salmenperä.

## Filmographie partielle

### Au cinéma
- 2000 :  Les Instables
- 2002 : Lovers and Leavers (en)
- 2003 : Young Gods (en)
- 2004 : Kukkia ja sidontaa (fi)
- 2005 : Paha maa (Frozen Land)
- 2006 : Valkoinen kaupunki (Frozen City)
- 2006 : Revolution  (documentaire)
- 2007 : Un travail d'homme
- 2007 : Shadow of the Holy Book (fi)  (documentaire)
- 2008 : Punksters & Youngsters (fi)  (documentaire)
- 2009 : Lettres au Père Jacob de Klaus Härö
- 2009 : A Man from the Congo River (fi)  (documentaire)
- 2010 : Tous les chats sont gris
- 2011 : Forever Yours (en)  (documentaire)
- 2012 : Five Star Existence (en)  (documentaire)
- 2012 : Leap (en)  (documentaire)
- 2013 : Alcan Highway (en)  (documentaire)
- 2013 : 8-Ball (en)
- 2014 : Dagmamman (fi)
- 2015 : Toiset tytöt d'Esa Illi
- 2015 : Häiriötekijä d'Aleksi Salmenperä (aussi scénariste)
- 2016 : The Mine (en)
- 2016 : Tyttö nimeltä Varpu
- 2016 : Jättiläinen d'Aleksi Salmenperä
- 2017 : L'Autre Côté de l'espoir
- 2017 : Miami
- 2018 : The Violin Player (en)
- 2018 :  Tyhjiö d'Aleksi Salmenperä
- 2018 : Ihmisen osa
- 2019 : Maria's Paradise (en)
- 2020 : Seurapeli de Jenni Toivoniemi
- 2020 : Tove
- 2022 : Bubble (fi)
- 2022 : Girl Picture d'Alli Haapasalo
- 2022 : Les Feuilles mortes

### À la télévision
- 2002 : Vapaa pudotus (fi)  (série télévisée, 10 épisodes)
- 2002 : Juulia totuudet (fi)  (mini-série télévisée)
- 2003 : Irtiottoja (fi)  (série télévisée)
- 2020 : White Wall  (série télévisée)

#### Réalisation
- 1997 : Palkkamurhaajan päivä   (aussi scénariste ; court métrage coréalisé avec Jari Alakoskela)

## Récompenses et distinctions
- Prix Jussi du meilleur montage (2001, 2006, 2007 et 2016)
- Prix national de la cinématographie (2005)
- Prix Jussi de la meilleure conception sonore (2006)